# Xanthorhoe interpositaria
Xanthorhoe interpositaria är en fjärilsart som beskrevs av Otto Staudinger 1892. Xanthorhoe interpositaria ingår i släktet Xanthorhoe och familjen mätare. Inga underarter finns listade i Catalogue of Life.